# Červená Lhota (Bílá Lhota)
Červená Lhota – wieś, część gminy Bílá Lhota, położona w kraju ołomunieckim, w powiecie Ołomuniec, w Czechach.